# Nouvelle Gauche socialiste
 (novembre 2024).
La Nouvelle Gauche socialiste (NGS) était un mouvement politique créé dans le canton de Neuchâtel en 1958 et dissous en 1963.
La Nouvelle Gauche socialiste comprenait d'ex-membres du Parti ouvrier et populaire (communiste) ainsi que des personnes de gauche non-satisfaites par le parti socialiste. Il obtint trois sièges au Conseil général de La Chaux-de-Fonds, deux dans celui de Neuchâtel et cinq à Fleurier lors des élections communales de 1960. Ces assemblées comptaient chacune 41 membres. L'année suivante, il fit élire 3 députés au Grand Conseil sur les 115 à pourvoir (2 à la Chaux-de-Fonds et 1 à Neuchâtel). Il était proche du PSU français. Ses principaux dirigeants furent René Meylan, le pasteur Francis Berthoud et l'écrivain Yves Velan, animateur de la revue "points de vue". Parmi ses adhérents, on compta le futur conseiller d'État Pierre Dubois, la future conseillère nationale Heidi Deneys et le futur juge fédéral Raymond Spira. Le parti était anti-colonialiste et tiers-mondiste.  Une grande partie de ses membres a accepté la dissolution du mouvement en 1963 et a adhéré au Parti socialiste qui a connu un certain renouveau après leur adhésion.
Dans le premier numéro de son Bulletin, daté du 18 octobre 1958, la NGS décrivait ainsi son
programme d’action (extrait) :
« Nous luttons pour la démocratie socialiste. Par là, nous entendons la propriété collective des moyens collectifs de production ; la planification de l’économie ; l’accession des classes populaires au gouvernement du pays ; le respect et l’approfondissement des libertés démocratiques déjà conquises par le peuple suisse au cours d’une longue et honorable histoire. Le socialisme, nous le savons, ne naîtra pas de rêves généreux. Il sera l’œuvre des forces profondes du peuple. C’est pourquoi nous cherchons dès maintenant à unir tous les travailleurs sur le terrain des
revendications concrètes. Nous prenons part aux luttes immédiates de ceux qui vivent de leur travail, en nous efforçant de les insérer dans une juste perspective politique. »
Raymond Spira a publié une histoire de la Nouvelle Gauche Socialiste sous le titre C'était la Nouvelle gauche dans la Nouvelle revue neuchâteloise en mars 2008.

## Sources
- Raymond Spira, C'était la Nouvelle gauche in Nouvelle Revue Neuchâteloise n°97, mars 2008.
- Articles de L’Impartial des 22 et 29 mars 2008.
- Participation à une conférence-débat le 3 avril 2008 au Club 44 à La Chaux-de-Fonds entre Mme Heidi Deneys, MM. Pierre Dubois, Francis Berthoud et Raymond Spira avec la participation d'autres témoins de l'époque, Le Courrier du 5 mars 2008.